# Lattre-Saint-Quentin
Lattre-Saint-Quentin è un comune francese di 251 abitanti situato nel dipartimento del Passo di Calais nella regione dell'Alta Francia.

## Società

### Evoluzione demografica
Abitanti censiti